# Castro Peak
Der Castro Peak (englisch; bulgarisch връх Кастро wrach Kastro) ist ein 306 m hoher Berg auf der Livingston-Insel im Archipel der Südlichen Shetlandinseln. Auf der Hurd-Halbinsel ragt er 0,75 km südsüdwestlich der MacGregor Peaks und 1,87 km nordöstlich des Binn Peak auf.
Spanische Wissenschaftler kartierten ihn 1991. Die bulgarische Kommission für Antarktische Geographische Namen benannte ihn 2008 nach dem spanischen Bergführer Vicente Castro, der als Mitglied auf der Juan-Carlos-I.-Station zwischen 2003 und 2004 an der Erstbesteigung des Bergs beteiligt war.